# Скальсько
Ска́льсько (болг. Скалско) — село в Габровській області Болгарії. Входить до складу общини Дряново.

## Населення
За даними перепису населення 2011 року у селі проживала 81 особа.
Національний склад населення села:
| Національність   | Кількість осіб | Відсоток |
| ---------------- | -------------- | -------- |
| болгари          | 47             | 58,8%    |
| турки            | 28             | 35,0%    |
| не визначились   | 0              | 0%       |
| Всього відповіли | 80             |          |

Розподіл населення за віком у 2011 році:
Динаміка населення: